# Tour de Madrid (gratte-ciel)
La tour de Madrid (en espagnol : torre de Madrid) est un gratte-ciel situé dans la ville de Madrid, en Espagne.

## Situation
La tour de Madrid est un immeuble de logements et de bureaux qui s'élève à 142 m de hauteur, à l'angle formé par la place d'Espagne et le début de la rue de la Princesse.

## Histoire
Construit à Madrid à partir de 1954 par la Compagnie madrilène de construction sur les plans de l'architecte Julián Otamendi et de l'ingénieur Joaquín Otamendi, c'est le dernier exemple de gratte-ciel de style moderniste précoce, apparu dans les années 1930. Il représente un stade intermédiaire entre la complexité des styles historiques antérieurs (néoclassique et néogothique) et la simplicité des formes du style international, dont la tour Perret à Amiens est un exemple. La première phase de construction est terminée en 1957 et la seconde en 1960.
À son achèvement, il s'agit du plus haut immeuble de Madrid et d'Europe occidentale. Il n'est dépassé en hauteur à Madrid qu'en 1989 par la tour Picasso et en Europe occidentale par la tour du Midi achevée en 1967 à Bruxelles. L'immeuble comprend toujours en 2016 l'appartement résidentiel le plus haut de Madrid. En 2024 il reste l'un des dix plus haut gratte-ciel de Madrid
L'immeuble est apparu dans de nombreux films espagnols des années 1960.

## Architecture
Une piscine se trouve sur le toit du bâtiment.